# Dahlgrenius pretiosus
Dahlgrenius pretiosus är en skalbaggsart som först beskrevs av Schmidt 1890.  Dahlgrenius pretiosus ingår i släktet Dahlgrenius och familjen stumpbaggar. Inga underarter finns listade i Catalogue of Life.